# Simone Cuccia
Simone Cuccia (Augusta, 16 maart 1841 – Palermo, 23 februari 1894) was een advocaat en docent rechtsgeleerdheid aan de universiteit van Palermo, in het koninkrijk Italië. Daarnaast was deze Siciliaan actief in de lokale politiek van Palermo, alsook nationaal afgevaardigde in de Camera dei Deputati in Rome.

## Levensloop
De familie Cuccia was van Albanese origine en was geëmigreerd naar Mezzojuso in het Siciliaanse binnenland. De familie ging prat op de banden met Albanië. De vader van Simone Cuccia was Luca Cuccia; deze was een officier in het fort van Augusta en was loyaal aan het huis Bourbon dat aan de macht was in het koninkrijk der Beide Siciliën.
Twee jaar na de aanhechting van Sicilië aan het jonge koninkrijk Italië (1860), behaalde Cucci het diploma in de rechtsgeleerdheid aan de universiteit van Palermo (1862). Meteen startte hij een praktijk als advocaat in de stad. Na kort docent geweest te zijn aan instituten in Palermo werd hij benoemd tot universitair docent. Cuccia bekleedde de leerstoelen strafrecht en rechtsgeschiedenis (1863-1882). Zijn wetenschappelijke interesse ging uit naar de sociologische achtergrond van criminelen op Sicilië; zijn discipline omschreef hij als sociologia criminale of strafrechtelijke sociologie. Daarnaast bouwde hij zijn praktijk als advocaat uit.
In 1867 werd hij provinciaal afgevaardigde van de provincie Palermo en in 1868 gemeenteraadslid van Palermo. In deze hoedanigheid zetelde hij als adviseur bij de Banco di Sicilia. 
Cuccia zetelde vanaf 1882 in Rome als parlementslid in de Kamer van Afgevaardigden, genoemd de Camera dei Deputati. Hiervoor verzaakte hij aan zijn leerstoel doch niet aan zijn advocatenpraktijk. 
In het parlement was Cucci actief in de voorbereiding van het nieuwe strafwetboek Zanardelli. Hij zetelde ook in de commissie om het huishoudelijk reglement van de Kamer te herwerken.
Cuccia overleed in 1894 en werd op de Rotoli begraafplaats in Palermo begraven. Een jaar later verrees er een praalgraf met een marmeren beeld die de wetgever allegoriseert. Het werd gebeeldhouwd door Arnaldo Zocchi.
Een straat in Palermo is naar hem vernoemd: de Via Simona Cuccia. Het is een zijstraat van de Via della Libertà.

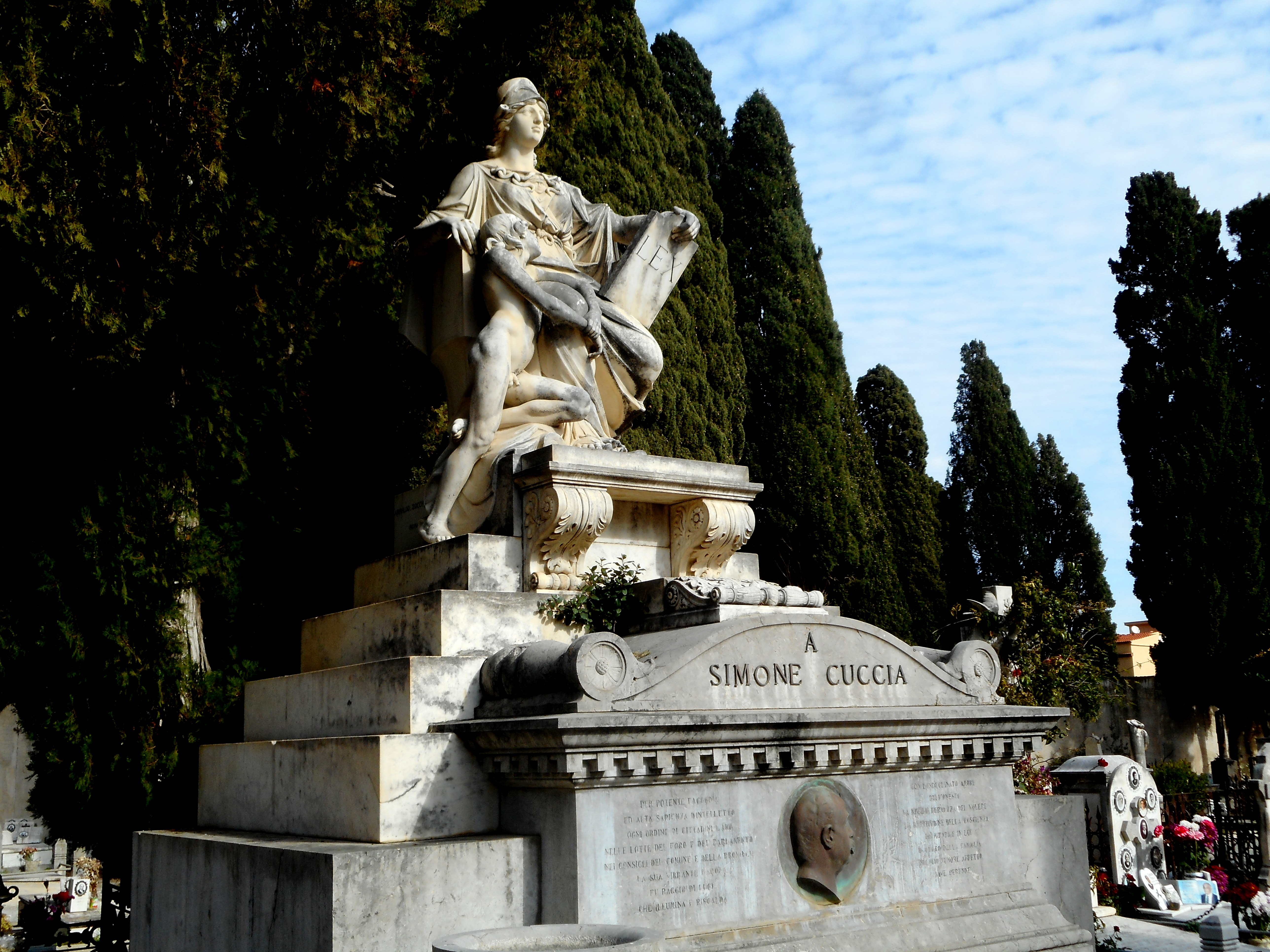
Graftombe in Palermo